# おかべろ
『おかべろ』は、関西テレビ（カンテレ）の制作により、フジテレビ系列で放送されているトークバラエティ番組。
制作局の関西テレビでは2016年11月5日から毎週土曜日 14:27 - 14:57（JST）に放送されている。ナインティナイン・岡村隆史の冠番組で、関西テレビ制作の番組にレギュラー出演するのはナインティナインとしての活動も含め、本番組が初となる。

## 概要
本番組は、『さんまのまんま』の後継番組として（制作局における放送時間は同番組からは若干ずれるものの）開始された。『さんまのまんま』と同じく東京都世田谷区内にあるTMCレモンスタジオで収録されている。
とあるテレビ局近くのダイニングバーを舞台に、バー経営者の石田明（NON STYLE）と常連客の岡村隆史がゲスト相手にトークを展開する設定のバラエティで、バーに来店するゲストから「ここだけの話」を引き出す。
初回のゲストはヒロミで、関西テレビでの視聴率は9.0%であった（ビデオリサーチ調べ、関西地区・世帯・リアルタイム）。

## 出演者

### 現在
MC
- 岡村隆史（ナインティナイン） - 常連客
- 石田明（NON STYLE）- 第2代店長（2019年12月7日 - ）。

レギュラー
- 間寛平
- 村上ショージ

バイト
- 橋本和花子（関西テレビアナウンサー、2021年5月22日 - ）

NA（ナレーション）
- 舘山聖奈（関西テレビアナウンサー）

### 過去
- 田村亮（ロンドンブーツ1号2号） - 初代店長。2019年6月24日より自身の不祥事（いわゆる「闇営業問題」）により謹慎処分が出たため、再放送や関西テレビ6月29日放送分は放送休止、以降出演を見合わせていたが、同年12月から石田が新MCに決定したため、降板した。2020年7月4日放送分で約1年ぶりにゲスト出演し、8月22日・29日放送分ではお蔵入りになっていた店長時代の放送回も再編集版として放送された。

代役
亮の出演を見合わせから石田店長就任までの期間と石田店長休養時、店長の代役として出演。いずれも吉本興業所属タレントとなっている。
- 田村淳 （ロンドンブーツ1号2号）（2019年7月6日、7月27日、11月23日）
- 陣内智則 （2019年7月13日、8月3日）
- 川島明（麒麟）（2019年7月20日、2021年9月4日）
- 藤井隆 （2019年8月10日）
- 藤本敏史（FUJIWARA）（2019年8月17日、11月16日）
- 石田明（NON STYLE）（2019年8月24日、9月28日、10月12日、11月30日）
- 博多大吉（博多華丸・大吉）（2019年8月31日）
- 博多華丸（博多華丸・大吉）（2019年9月7日、2022年2月26日、3月5日）
- 津田篤宏（ダイアン）（2019年9月14日）
- 原西孝幸（FUJIWARA）（2019年9月21日）
- 吉村崇（平成ノブシコブシ）（2019年10月5日）
- 又吉直樹（ピース）（2019年10月19日）
- 濱家隆一（かまいたち）（2019年11月2日）
- 川畑泰史 （2019年11月9日）
- 兼近大樹（EXIT）（2022年3月12日、3月19日）

以下は石田が新型コロナウイルスで番組休養に伴う、店長の代役として出演。いずれも吉本興業所属タレントとなっている。
- 藤本敏史（2021年5月8日、2021年5月15日、2021年5月29日）
- 山里亮太（南海キャンディーズ）（2021年5月22日）
- 吉村崇（2021年6月5日）

バイト
- みづき（2016年11月5日 - 11月26日）
- はるな（2016年12月3日 - 2017年2月11日）
- もえ（2017年2月18日 - 5月27日）
- ゆうき（2017年6月3日 - 8月5日）
- 麻子（坂本麻子）（2017年8月12日 - 2018年5月26日）
- 谷元星奈 （2018年6月2日 - 2021年5月15日）

NA（ナレーション）
- 山本悠美子（関西テレビアナウンサー、2017年春頃まで）
- 石田一洋（関西テレビアナウンサー、2020年11月頃まで）

## 番組構成・コーナー

### トーク
常連客の岡村、店長の石田（田村）が聞き役となってゲストとトークを展開する番組のメインコーナー。『さんまのまんま』と異なり、テロップや写真も豊富に使われる。マネージャーなど、ゲストと親しい人物が同席するのが番組の特徴となっている。ゲストは途中で席を外すことになっており、その間は親しい人物からもゲストにまつわるエピソードを聞き出す。
エンディングでは「今日のちょい足し」と題し、岡村と石田（田村）が感想を語り合い、ゲストのサイン色紙が映し出されて番組が終わる。サイン色紙はセット内に飾られている。

### 秘伝ハンター! 隠し味を探し出せ!
番組の中盤で、間寛平と村上ショージがリポーターを務めるグルメ番組『秘伝ハンター! 隠し味を探し出せ!』をゲストと一緒に視聴するサブコーナー。
ロケ地は主に関西地方の飲食店で行われている。その店自慢の料理に使われる隠し味を探し出すという内容であるが、「二人のグダグダっぷりを楽しむ」ことに重点が置かれており、スタジオの岡村らがそれを突っ込む様子が常時ワイプで映し出される。なお、黒のタキシードがトレードマークのショージにあわせて、寛平も白のタキシードを着用して撮影に臨んでいる。
新型コロナウイルス流行後はロケを休止。寛平・ショージが東京のスタジオに出向き、岡村やゲストとゲームなどを行う企画に変更されている（衣装の縛りはなくなった）。

## 放送リスト
- 日付は制作局・関西テレビのもの。
- ◆:ゲストに同行する人物

| 2016年（平成28年） | 2016年（平成28年） | 2016年（平成28年）         | 2016年（平成28年） |
| 回                 | 放送日             | ゲスト                     | 備考               |
| ------------------ | ------------------ | -------------------------- | ------------------ |
| 1                  | 11月05日           | ヒロミ                     |                    |
| 2                  | 11月12日           | 相武紗季                   |                    |
| 3                  | 11月19日           | 高橋真麻                   |                    |
| 4                  | 11月26日           | 羽根田卓也                 |                    |
| 5                  | 12月03日           | 天野ひろゆき（キャイ〜ン） |                    |
| 6                  | 12月10日           | 鈴木砂羽                   |                    |
| 7                  | 12月17日           | 東国原英夫                 |                    |
| 8                  | 12月24日           | ダレノガレ明美             |                    |

| 2017年（平成29年） | 2017年（平成29年） | 2017年（平成29年）                                                                                  | 2017年（平成29年） |
| 回                 | 放送日             | ゲスト                                                                                              | 備考 |
| ------------------ | ------------------ | --------------------------------------------------------------------------------------------------- | --- |
| 9                  | 01月07日           | 銀シャリ                                                                                            | |
| 10                 | 01月14日           | 中尾明慶                                                                                            | |
| 11                 | 01月21日           | 岡田結実                                                                                            | |
| 12                 | 01月28日           | 井上公造、菊池真由子                                                                                | |
| 13                 | 02月04日           | 木下ほうか                                                                                          | |
| 14                 | 02月11日           | 関根勤                                                                                              | |
| 15                 | 02月18日           | ベッキー                                                                                            | |
| 16                 | 02月25日           | YOU                                                                                                 | |
| 17                 | 03月04日           | カンニング竹山                                                                                      | |
| 18                 | 03月11日           | 井森美幸                                                                                            | 15:30 - 16:00（64分繰り下げ）に放送。 |
| 19                 | 03月18日           | ピース                                                                                              | |
| 20                 | 03月25日           | これまで出演したゲスト                                                                              | 「おもしろトーク全部のせSP」として14:52 - 16:22（28分繰り下げ・60分拡大）に放送。                                                                             |
| 21                 | 04月01日           | 出川哲朗                                                                                            | |
| 22                 | 04月08日           | 小島瑠璃子                                                                                          | |
| 23                 | 04月15日           | 梅沢富美男                                                                                          | |
| 24                 | 04月22日           | 久本雅美                                                                                            | |
| 25                 | 04月29日           | 本田望結、本田紗来                                                                                  | |
| 26                 | 05月06日           | 宮本亜門                                                                                            | |
| 27                 | 05月13日           | 山田邦子                                                                                            | |
| 28                 | 05月20日           | 森泉                                                                                                | |
| 29                 | 05月27日           | 桂ざこば                                                                                            | |
| 30                 | 06月03日           | 今井翼、室龍太（関西ジャニーズJr.）                                                                 | |
| 31                 | 06月10日           | 南野陽子                                                                                            | |
| 32                 | 06月17日           | 中川家                                                                                              | ◆なし。秘伝ハンターは寛平が欠席。ジミー大西が代役出演。 |
| 33                 | 06月24日           | 山村紅葉                                                                                            | |
| 34                 | 07月01日           | 紫吹淳                                                                                              | |
| 35                 | 07月08日           | つるの剛士                                                                                          | |
| 36                 | 07月15日           | 永野芽郁、水川あさみ                                                                                | |
| 37                 | 07月22日           | 千鳥                                                                                                | 14:52 - 15:22（28分繰り下げ）に放送 |
| 38                 | 07月29日           | ダチョウ倶楽部                                                                                      | |
| 39                 | 08月05日           | ロケゲスト：尼神インター、鈴木伸之、たけだバーベキュー スタジオゲスト：川畑泰史、酒井藍、未知やすえ | 「夏SP」として14:24 - 15:49（55分拡大）に放送。 |
| 40                 | 08月12日           | 森公美子                                                                                            | |
| 41                 | 08月19日           | はるな愛                                                                                            | |
| 42                 | 08月26日           | チャン・グンソク                                                                                    | |
| 43                 | 09月02日           | 藤井隆                                                                                              | |
| 44                 | 09月09日           | 佐々木健介、北斗晶                                                                                  | |
| 45                 | 09月16日           | 川崎麻世                                                                                            | |
| 46                 | 09月23日           | 関根麻里                                                                                            | 13:56 - 14:24に放送（28分繰り上げ） |
| 47                 | 09月30日           | 土田晃之                                                                                            | |
| 48                 | 10月07日           | 藤本美貴                                                                                            | |
| 49                 | 10月21日           | リンゴ（ハイヒール）                                                                                | |
| 50                 | 10月28日           | 加藤一二三                                                                                          | |
| 51                 | 11月11日           | 志尊淳                                                                                              | |
| 52                 | 11月18日           | 中村芝翫、中村福之助                                                                                | |
| 53                 | 11月25日           | モモコ（ハイヒール）ファミリー、円広志、山崎育三郎                                                  | 90分拡大（14:27 - 16:27）。 番組初の生放送かつ関西テレビ本社からの放送。バイト：藤本景子（関西テレビアナウンサー）。 秘伝ハンター：てつじ（シャンプーハット） |
| 54                 | 12月02日           | ダイアン                                                                                            | バイト：藤本景子（関西テレビアナウンサー） |
| 55                 | 12月09日           | 桂雀々                                                                                              | |
| 56                 | 12月16日           | 尾上松也                                                                                            | |
| 57                 | 12月23日           | ヒロミ                                                                                              | 2回目の出演。 |

| 2018年（平成30年） | 2018年（平成30年） | 2018年（平成30年）                                 | 2018年（平成30年） |
| 回                 | 放送日             | ゲスト                                             | 備考 |
| ------------------ | ------------------ | -------------------------------------------------- | --- |
| 58                 | 01月06日           | ザ・ぼんち                                         | ◆なし |
| 59                 | 01月13日           | キムラ緑子                                         | |
| 60                 | 01月20日           | 村井國夫、音無美紀子                               | ◆なし |
| 61                 | 01月27日           | 藤田紀子                                           | ◆萩谷麻衣子 |
| 62                 | 02月03日           | とろサーモン                                       | |
| 63                 | 02月10日           | 松本利夫                                           | |
| 64                 | 02月17日           | 片岡鶴太郎                                         | |
| 65                 | 02月24日           | 矢野・兵動                                         | |
| 66                 | 03月03日           | 若村麻由美                                         | |
| 67                 | 03月10日           | 横山だいすけ                                       | |
| 68                 | 03月17日           | 坂下千里子                                         | |
| 69                 | 03月24日           | 木下優樹菜                                         | |
| 70                 | 03月31日           | 海原やすよ・ともこ                                 | |
| 71                 | 04月07日           | 西川きよし、西川忠志                               | |
| 72                 | 04月14日           | 吉川美代子                                         | ◆東香名子 |
| 73                 | 04月21日           | 木梨憲武（とんねるず）                             | |
| 74                 | 04月28日           | 吉瀬美智子、木村祐一                               | ◆なし |
| 75                 | 05月05日           | 濱田祐太郎                                         | |
| 76                 | 05月12日           | 森昌子                                             | |
| 77                 | 05月19日           | 生田斗真                                           | |
| 78                 | 05月26日           | オアシズ                                           | ◆なし |
| 79                 | 06月02日           | 夏木マリ                                           | ◆河瀨直美 |
| 80                 | 06月09日           | 9代目松本幸四郎                                    | |
| 81                 | 06月16日           | アンミカ                                           | |
| 82                 | 06月23日           | 上地雄輔                                           | |
| 83                 | 06月30日           | 小倉優子                                           | |
| 84                 | 07月07日           | 村上佳菜子                                         | |
| 85                 | 07月14日           | シャンプーハット                                   | |
| 86                 | 07月21日           | 石塚英彦（ホンジャマカ）                           | |
| 87                 | 07月28日           | 野口五郎                                           | |
| 88                 | 08月04日           | 小籔千豊、川畑泰史、土肥ポン太                     | |
| 89                 | 08月11日           | 中山秀征                                           | |
| 90                 | 08月18日           | ダレノガレ明美、ガンバレルーヤ、たけだバーベキュー | 「夏SP」として14:27 - 15:57（60分拡大）に放送。 |
| 91                 | 08月25日           | 高畑淳子                                           | |
| 92                 | 09月01日           | テンダラー                                         | |
| 93                 | 09月08日           | 市川右團次                                         | |
| 94                 | 09月15日           | 岩田剛典（三代目J Soul Brothers）、杉咲花          | |
| 95                 | 09月22日           | 市川右團次                                         | |
| 96                 | 09月29日           | サバンナ                                           | |
| 97                 | 10月06日           | 野村周平                                           | |
| 98                 | 10月13日           | 鈴木紗理奈                                         | |
| 99                 | 10月20日           | Dream Ami、Dream Aya                               | |
| 100                | 11月03日           | 袴田吉彦                                           | |
| 101                | 11月10日           | 小柳ルミ子                                         | |
| 102                | 11月17日           | 明石家さんま                                       | 15:00 - 17:30に放送（33分繰り下げの上、120分拡大）。 「開局60周年!カンテレ8ppy大感謝祭」として生放送かつ関西テレビからの放送。 前番組『さんまのまんま』の司会者。 |
| 103                | 11月24日           | 渡辺えり                                           | |
| 104                | 12月01日           | 陣内智則                                           | |
| 105                | 12月08日           | 加藤茶                                             | |
| 106                | 12月15日           | よゐこ                                             | |
| 107                | 12月22日           | よゐこ                                             | |
| 108                | 12月29日           | ヒロミ                                             | 3回目の出演。 |

| 2019年（平成31年→令和元年） | 2019年（平成31年→令和元年） | 2019年（平成31年→令和元年）                                                  | 2019年（平成31年→令和元年）  |
| 回                          | 放送日                      | ゲスト                                                                       | 備考                         |
| --------------------------- | --------------------------- | ---------------------------------------------------------------------------- | ---------------------------- |
| 109                         | 01月05日                    | 霜降り明星                                                                   |                              |
| 110                         | 01月12日                    | 博多華丸・大吉                                                               |                              |
| 111                         | 01月19日                    | 有森裕子                                                                     |                              |
| 112                         | 01月26日                    | 雛形あきこ、天野浩成                                                         |                              |
| 113                         | 02月02日                    | 和田アキ子                                                                   |                              |
| 114                         | 02月09日                    | 野性爆弾                                                                     |                              |
| 115                         | 02月16日                    | たんぽぽ                                                                     |                              |
| 116                         | 02月23日                    | 泉谷しげる                                                                   |                              |
| 117                         | 03月02日                    | 桂文枝、桂きん枝                                                             |                              |
| 118                         | 03月09日                    | 高橋真麻                                                                     |                              |
| 119                         | 03月16日                    | 田中みな実                                                                   |                              |
| 120                         | 03月23日                    | ジャルジャル                                                                 |                              |
| 121                         | 03月30日                    | 真琴つばさ                                                                   |                              |
| 122                         | 04月06日                    | 松嶋尚美                                                                     |                              |
| 123                         | 04月13日                    | 柳沢慎吾                                                                     |                              |
| 124                         | 04月20日                    | おいでやす小田、こがけん、三浦マイルド、松本りんす（だーりんず）、霜降り明星 |                              |
| 125                         | 04月27日                    | 純烈                                                                         |                              |
| 126                         | 05月04日                    | 立川志らく                                                                   |                              |
| 127                         | 05月11日                    | 研ナオコ                                                                     |                              |
| 128                         | 05月18日                    | 柴田理恵、大久保ノブオ                                                       |                              |
| 129                         | 05月25日                    | TKO                                                                          |                              |
| 130                         | 06月1日                     | 溝端淳平                                                                     |                              |
| 131                         | 06月15日                    | 武田真治                                                                     |                              |
| 132                         | 06月22日                    | 平成ノブシコブシ                                                             | 田村亮最終レギュラー出演回。 |
| 133                         | 07月6日                     | ほんこん                                                                     |                              |
| 134                         | 07月13日                    | 山崎静代（南海キャンディーズ）、堀田茜、風森美絵                             |                              |
| 135                         | 07月20日                    | 和牛                                                                         |                              |
| 136                         | 07月27日                    | 野沢直子、清水ミチコ                                                         |                              |
| 137                         | 08月3日                     | 遠藤憲一                                                                     |                              |
| 138                         | 08月10日                    | 鈴木浩介                                                                     |                              |
| 139                         | 08月17日                    | 古市憲寿                                                                     |                              |
| 140                         | 08月24日                    | 滝沢カレン                                                                   |                              |
| 141                         | 08月31日                    | ロバート                                                                     |                              |
| 142                         | 09月07日                    | 黒田有（メッセンジャー）                                                     |                              |
| 143                         | 09月14日                    | 原田龍二                                                                     |                              |
| 144                         | 09月21日                    | 松岡茉優                                                                     |                              |
| 145                         | 09月28日                    | かまいたち                                                                   |                              |
| 146                         | 010月05日                   | 宇垣美里                                                                     |                              |
| 147                         | 010月12日                   | 戸田恵子                                                                     |                              |
| 148                         | 010月19日                   | 浅田真央                                                                     |                              |
| 149                         | 011月02日                   | 藤田ニコル                                                                   |                              |
| 150                         | 011月09日                   | 内場勝則、未知やすえ                                                         |                              |
| 151                         | 011月16日                   | 赤井英和・佳子夫妻                                                           |                              |
| 152                         | 011月23日                   | オール阪神・巨人                                                             |                              |
| 153                         | 011月30日                   | 橋下徹、円広志、メッセンジャー、てつじ（シャンプーハット）、月亭八光         | 14:27 - 16:57に放送。        |
| 154                         | 012月07日                   | 千原ジュニア（千原兄弟）                                                     |                              |
| 155                         | 012月14日                   | 千原兄弟                                                                     |                              |
| 156                         | 012月21日                   | 椿鬼奴、尼神インター、はら（ゆにばーす）                                     |                              |

| 2020年（令和2年） | 2020年（令和2年） | 2020年（令和2年）                                                                                               | 2020年（令和2年） |
| 回                | 放送日            | ゲスト | 備考 |
| ----------------- | ----------------- | --- | --- |
| 157               | 01月04日          | 博多華丸・大吉                                                                                                  | |
| 158               | 01月11日          | ミルクボーイ、かまいたち、ぺこぱ、インディアンス、すゑひろがりず、ニューヨーク                                  | |
| 159               | 01月18日          | 高橋尚子 | |
| 160               | 01月25日          | 西川きよし、西川ヘレン                                                                                          | |
| 161               | 02月01日          | 西川きよし、西川ヘレン                                                                                          | |
| 162               | 02月08日          | アインシュタイン                                                                                                | |
| 163               | 02月15日          | 丸山桂里奈 | |
| 164               | 02月22日          | EXIT | |
| 165               | 02月29日          | 大東駿介 | |
| 166               | 03月07日          | 夏菜 | |
| 167               | 03月14日          | すみれ | |
| 168               | 03月28日          | 金田哲（はんにゃ）、JO1                                                                                         | |
| 169               | 04月04日          | 人気○○の裏側大放出SP                                                                                            | |
| 170               | 04月11日          | 玉木宏 | |
| 171               | 04月18日          | 今田耕司 | |
| 172               | 04月25日          | 今田耕司 | |
| 173               | 05月02日          | メッセンジャー、てつじ（シャンプーハット）                                                                      | 2019年11月30日放送の生放送回を編集したもの。 |
| 174               | 05月09日          | 円広志、月亭八光                                                                                                | 2019年11月30日放送の生放送回を編集したもの。 |
| 175               | 05月16日          | 池田美優 | |
| 176               | 05月23日          | アンガールズ | |
| 177               | 05月30日          | いとうあさこ | |
| 178               | 06月06日          | ローランド | |
| 179               | 06月13日          | ファーストサマーウイカ、くっきー!（野性爆弾）                                                                   | |
| 180               | 06月20日          | ケンドーコバヤシ                                                                                                | |
| 181               | 06月27日          | ミキ | |
| 182               | 07月04日          | ロンドンブーツ1号2号                                                                                            | |
| 183               | 07月11日          | 土屋アンナ | |
| 184               | 07月18日          | 山里亮太（南海キャンディーズ）                                                                                  | |
| 185               | 07月25日          | 山里亮太（南海キャンディーズ）                                                                                  | |
| 186               | 08月01日          | 宇賀なつみ | |
| 187               | 08月08日          | 桜庭ななみ | |
| 188               | 08月15日          | 3時のヒロイン                                                                                                   | |
| 189               | 08月22日          | 宮川大輔、清塚信也、高井羅人                                                                                    | 2019年5月から6月にかけて収録されたものの、田村亮謹慎処分により放送されなかった3回分を編集したもの。 ロンドンブーツ1号2号は7月4日放送回の未放送部分。 |
| 190               | 08月29日          | 清塚信也、高井羅人、布川敏和、布川隼汰、ロンドンブーツ1号2号                                                    | 2019年5月から6月にかけて収録されたものの、田村亮謹慎処分により放送されなかった3回分を編集したもの。 ロンドンブーツ1号2号は7月4日放送回の未放送部分。 |
| 191               | 09月12日          | フワちゃん | |
| 192               | 09月19日          | 辛坊治郎 | |
| 193               | 09月26日          | バイきんぐ | |
| 194               | 010月3日          | 青山テルマ | |
| 195               | 010月10日         | キングコング | |
| 196               | 010月17日         | 真矢ミキ | |
| 197               | 010月24日         | 河合郁人、橋本良亮（A.B.C-Z）                                                                                   | |
| 198               | 010月31日         | 今田耕司 | 緊急特別企画！祝・岡村隆史結婚スペシャル！当初は伊藤健太郎のゲスト回を放送予定だったが伊藤の不祥事により差し替え。                                   |
| 199               | 011月14日         | 森三中 | |
| 200               | 011月21日         | 橋下徹、黒田有（メッセンジャー）、西野亮廣（キングコング）、ダイアン、山里亮太（南海キャンディーズ）、NON STYLE | 祝200回、生放送2時間SP、14:28 - 16:30に放送。 |
| 201               | 011月28日         | 西野亮廣（キングコング）、ダイアン、山里亮太（南海キャンディーズ）、NON STYLE                                   | |
| 202               | 012月5日          | 山之内すず | |
| 203               | 012月12日         | SHELLY | |
| 204               | 012月19日         | 飯尾和樹（ずん）                                                                                                | |
| 205               | 012月26日         | IKKO | |

| 2021年（令和3年） | 2021年（令和3年） | 2021年（令和3年）                                              | 2021年（令和3年） |
| 回                | 放送日            | ゲスト                                                         | 備考              |
| ----------------- | ----------------- | -------------------------------------------------------------- | ----------------- |
| 206               | 01月09日          | フットボールアワー                                             |                   |
| 207               | 01月016日         | ゆりやんレトリィバァ                                           |                   |
| 208               | 01月023日         | 深川麻衣、香里奈                                               |                   |
| 209               | 01月030日         | マヂカルラブリー、おいでやす小田、こがけん、錦鯉               |                   |
| 210               | 02月06日          | テツandトモ                                                    |                   |
| 211               | 02月013日         | 生見愛瑠                                                       |                   |
| 212               | 02月020日         | ニューヨーク、OWV                                              |                   |
| 213               | 02月027日         | ハリセンボン                                                   |                   |
| 214               | 03月06日          | 葵わかな                                                       |                   |
| 215               | 03月013日         | タカアンドトシ                                                 |                   |
| 216               | 03月020日         | 高橋メアリージュン、高橋ユウ                                   |                   |
| 217               | 03月027日         | 藤井隆、島田珠代                                               |                   |
| 218               | 04月03日          | ぼる塾                                                         |                   |
| 219               | 04月010日         | 松本まりか                                                     |                   |
| 220               | 04月017日         | TAKAHIRO、関口メンディー                                       |                   |
| 221               | 04月024日         | DAIGO                                                          |                   |
| 222               | 05月01日          | 鈴木福、鈴木楽                                                 |                   |
| 223               | 05月08日          | ブラックマヨネーズ                                             |                   |
| 224               | 05月015日         | ブラックマヨネーズ                                             |                   |
| 225               | 05月022日         | 川田裕美                                                       |                   |
| 226               | 05月029日         | ロッチ                                                         |                   |
| 227               | 06月05日          | 高橋みなみ、峯岸みなみ                                         |                   |
| 228               | 06月012日         | アインシュタイン                                               |                   |
| 229               | 06月019日         | 高岡早紀                                                       |                   |
| 230               | 06月026日         | おいでやす小田、こがけん                                       |                   |
| 231               | 07月03日          | 大久保佳代子、黒沢かずこ                                       |                   |
| 232               | 07月010日         | ナイツ                                                         |                   |
| 233               | 07月017日         | 矢田亜希子                                                     |                   |
| 234               | 07月031日         | ワケあり未公開SP                                               |                   |
| 235               | 08月07日          | 若槻千夏                                                       |                   |
| 236               | 08月014日         | 高橋愛、あべこうじ                                             |                   |
| 237               | 08月021日         | 小芝風花                                                       |                   |
| 238               | 08月028日         | 桐谷健太                                                       |                   |
| 239               | 09月04日          | ダイアン                                                       |                   |
| 240               | 09月011日         | 川島明（麒麟）                                                 |                   |
| 241               | 09月018日         | アンミカ                                                       |                   |
| 242               | 09月025日         | 坂上忍                                                         |                   |
| 243               | 010月02日         | 西畑大吾、大西流星、藤原丈一郎（なにわ男子/関西ジャニーズJr.） |                   |
| 244               | 010月09日         | 西畑大吾、大西流星、藤原丈一郎（なにわ男子/関西ジャニーズJr.） |                   |
| 245               | 010月016日        | 赤井英和・佳子夫妻                                             |                   |
| 246               | 010月023日        | ラランド                                                       |                   |
| 247               | 011月06日         | 増田貴久（NEWS）                                               |                   |
| 248               | 011月013日        | INI                                                            |                   |
| 249               | 011月020日        | 橋下徹                                                         | おかべろ秋満喫SP  |
| 250               | 011月027日        | ニューヨーク、蛙亭、ザ・マミィ                                 |                   |
| 251               | 012月04日         | 磯村勇斗                                                       |                   |
| 252               | 012月011日        | 西川貴教                                                       |                   |
| 253               | 012月018日        | すゑひろがりず                                                 |                   |
| 254               | 012月025日        | 坂上忍                                                         |                   |

| 2022年（令和4年） | 2022年（令和4年） | 2022年（令和4年）                                                                                | 2022年（令和4年）                                                                  |
| 回                | 放送日            | ゲスト                                                                                           | 備考                                                                               |
| ----------------- | ----------------- | ------------------------------------------------------------------------------------------------ | ---------------------------------------------------------------------------------- |
| 255               | 01月08日          | インディアンス、オズワルド、モグライダー                                                         |                                                                                    |
| 256               | 01月015日         | トミーズ、千鳥、蛍原徹、FUJIWARA、竹若元博（バッファロー吾郎）、宮川大輔、星田英利、へびいちご、 | おかべろ生放送トミーズ＆千鳥＆天然素材ぶっちゃけ大新年会SP、午後2ː28～4ː30に放送。 |
| 257               | 01月022日         | トリンドル玲奈、トリンドル瑠奈                                                                   |                                                                                    |
| 258               | 01月029日         | 重岡大毅、濵田崇裕（ジャニーズWEST）                                                             |                                                                                    |
| 259               | 02月05日          | ハライチ                                                                                         |                                                                                    |
| 260               | 02月012日         | 児嶋一哉（アンジャッシュ）                                                                       |                                                                                    |
| 261               | 02月019日         | ヒコロヒー                                                                                       |                                                                                    |
| 262               | 02月026日         | ギャル曽根                                                                                       |                                                                                    |
| 263               | 03月05日          | 岡田圭右（ますだおかだ）                                                                         |                                                                                    |
| 264               | 03月012日         | 相席スタート                                                                                     |                                                                                    |
| 265               | 03月019日         | 武井壮                                                                                           |                                                                                    |
| 266               | 03月026日         | 木村昴                                                                                           |                                                                                    |
| 267               | 04月02日          | 笑い飯                                                                                           |                                                                                    |
| 268               | 04月09日          | オズワルド                                                                                       |                                                                                    |
| 269               | 04月016日         | 西野七瀬                                                                                         |                                                                                    |
| 270               | 04月023日         | 武田鉄矢                                                                                         |                                                                                    |
| 271               | 04月030日         | ZAZY、お見送り芸人しんいち                                                                       |                                                                                    |
| 272               | 05月07日          | 川平慈英                                                                                         |                                                                                    |
| 273               | 05月014日         | 渋谷凪咲、小嶋花梨、上西怜（NMB48）                                                              |                                                                                    |
| 274               | 05月021日         | 安藤優子                                                                                         |                                                                                    |
| 275               | 05月028日         | ミルクボーイ                                                                                     |                                                                                    |
| 276               | 06月04日          | 和泉元彌                                                                                         |                                                                                    |
| 277               | 06月011日         | ゆうちゃみ                                                                                       |                                                                                    |
| 278               | 06月018日         | 狩野英孝                                                                                         |                                                                                    |
| 279               | 06月025日         | 原口あきまさ、JP                                                                                 |                                                                                    |
| 280               | 07月02日          | 見取り図                                                                                         |                                                                                    |
| 281               | 07月09日          | 岩本照、向井康二（Snow Man）                                                                     |                                                                                    |
| 282               | 07月016日         | ワケあり未公開SP                                                                                 |                                                                                    |
| 283               | 07月023日         | 井上咲楽                                                                                         |                                                                                    |
| 284               | 07月030日         | 松本伊代                                                                                         |                                                                                    |
| 285               | 08月06日          | テンダラー、プラス・マイナス                                                                     |                                                                                    |
| 286               | 08月013日         | 野々村友紀子、川谷修士（2丁拳銃）                                                                |                                                                                    |
| 287               | 08月020日         | 久保田かずのぶ（とろサーモン）、中山功太                                                         |                                                                                    |
| 288               | 08月027日         | モグライダー                                                                                     |                                                                                    |
| 289               | 09月03日          | 秋山竜次（ロバート）                                                                             |                                                                                    |
| 290               | 09月010日         | 古田新太                                                                                         |                                                                                    |
| 291               | 09月017日         | 王林                                                                                             |                                                                                    |
| 292               | 09月024日         | 片岡愛之助                                                                                       | [ 17 ]                                                                             |
| 293               | 010月01日         | ランジャタイ                                                                                     | [ 18 ]                                                                             |
| 294               | 010月08日         | 眞島秀和                                                                                         | [ 19 ]                                                                             |
| 295               | 010月015日        | 華原朋美                                                                                         | [ 20 ]                                                                             |
| 296               | 010月029日        | サバンナ                                                                                         | [ 21 ]                                                                             |
| 297               | 011月05日         | 吉田沙保里                                                                                       | [ 22 ]                                                                             |
| 298               | 011月012日        | 川田裕美                                                                                         | 2回目の出演。                                                                      |
| 299               | 011月019日        | 佐々木蔵之介、手塚とおる                                                                         | [ 24 ]                                                                             |
| 300               | 011月026日        | 三宅健                                                                                           | [ 25 ]                                                                             |
| 301               | 012月03日         | 関根勤、関根麻里                                                                                 | [ 26 ]                                                                             |
| 302               | 012月024日        | 小籔千豊                                                                                         | 2回目の出演。                                                                      |

| 2023年（令和5年） | 2023年（令和5年） | 2023年（令和5年） | 2023年（令和5年）                                                                                         |
| 回                | 放送日            | ゲスト | 備考 |
| ----------------- | ----------------- | --- | --- |
| 303               | 01月07日          | 草彅剛 | [ 28 ] |
| 304               | 01月014日         | 中川家 | [ 29 ] |
| 305               | 01月021日         | 中川家 | [ 30 ] |
| 306               | 01月028日         | ケンドーコバヤシ、たむらけんじ、ハリウッドザコシショウ、岡田圭右（ますだおかだ）、カンニング竹山、大久保佳代子（オアシズ）、宮川大輔、竹若元博（バッファロー吾郎）、星田英利、FUJIWARA、へびいちご | おかべろ生放送2時間SP!〜天然素材が同窓会でマル秘コント&芸歴30周年芸人が大集合〜、午後14:28〜16:30に放送。 |
| 307               | 02月04日          | 柳葉敏郎 | [ 32 ] |
| 308               | 02月011日         | ウエストランド、さや香 | [ 33 ] |
| 309               | 02月018日         | 浅田真央 | 2回目の出演。                                                                                             |
| 310               | 02月025日         | ダチョウ倶楽部 | 2回目の出演。                                                                                             |
| 311               | 03月04日          | 濱口優（よゐこ）、南明奈 | [ 36 ] |
| 312               | 03月011日         | 竹中直人 | [ 37 ] |
| 313               | 03月018日         | 鈴鹿央士 | [ 38 ] |
| 314               | 03月025日         | 未公開トークSP | [ 39 ] |
| 315               | 04月01日          | 梅沢富美男 | [ 40 ] |
| 316               | 04月08日          | 田津原理音、寺田寛明、サツマカワRPG、こたけ正義感、Yes!アキト、都留拓也（ラパルフェ）、お見送り芸人しんいち                                                                                        | [ 41 ] |
| 317               | 04月015日         | 神田愛花 | [ 42 ] |
| 318               | 04月022日         | 小倉優子 | 2回目の出演。                                                                                             |
| 319               | 04月029日         | 柏木由紀（AKB48） | [ 44 ] |
| 320               | 05月06日          | ニッポンの社長、マユリカ、紅しょうが | [ 45 ] |
| 321               | 05月013日         | 本田望結 | 2回目の出演。                                                                                             |
| 322               | 05月020日         | INI | 2回目の出演。午後13:59 - 14:28に放送。                                                                    |
| 323               | 05月027日         | 伊集院光 | [ 48 ] |
| 324               | 06月03日          | 中島健人（Sexy Zone） | [ 49 ] |
| 325               | 06月010日         | エルフ | [ 50 ] |
| 326               | 06月017日         | 出川哲朗 | 2回目の出演。                                                                                             |
| 327               | 06月024日         | 出川哲朗 | [ 52 ] |
| 328               | 07月01日          | 鈴木亜美 | [ 53 ] |
| 329               | 07月08日          | アンガールズ | 2回目の出演。                                                                                             |
| 330               | 07月015日         | アキ、酒井藍、浅香あき恵、今別府直之 | [ 55 ] |
| 331               | 07月022日         | スピードワゴン | [ 56 ] |
| 332               | 07月029日         | 久保田かずのぶ（とろサーモン）、クロちゃん（安田大サーカス）、コロコロチキチキペッパーズ | [ 57 ] |
| 333               | 08月05日          | アインシュタイン、藤井流星（ジャニーズWEST）、渋谷凪咲（NMB48） | 高知でのんびり夏休みSP。                                                                                  |
| 334               | 08月012日         | アインシュタイン、藤井流星（ジャニーズWEST）、渋谷凪咲（NMB48） | 高知でのんびり夏休みSP。                                                                                  |
| 335               | 08月019日         | あの | [ 60 ] |
| 336               | 08月026日         | 丸山桂里奈 | 2回目の出演。                                                                                             |
| 337               | 09月02日          | チョコレートプラネット | [ 62 ] |
| 338               | 09月09日          | さらば青春の光 | [ 63 ] |
| 339               | 09月016日         | 錦鯉 | [ 64 ] |
| 340               | 09月023日         | ビスケットブラザーズ、さや香 | [ 65 ] |
| 341               | 09月030日         | レッツゴーよしまさ、原口あきまさ、キンタロー。 | [ 66 ] |
| 342               | 010月07日         | ぺこぱ、ウエストランド | 午後15:50〜16:20まで放送。                                                                                |
| 343               | 010月014日        | 松本まりか | [ 68 ] |
| 344               | 010月028日        | 山本耕史 | [ 69 ] |
| 345               | 011月011日        | 城田優 | [ 70 ] |
| 346               | 011月018日        | 倖田來未 | [ 71 ] |
| 347               | 011月025日        | 倖田來未 | [ 72 ] |
| 348               | 012月02日         | 豪華ゲストの気になる素顔を深堀りSP | [ 73 ] |
| 349               | 012月09日         | なすなかにし、濱田准 | [ 74 ] |
| 350               | 012月016日        | 藤岡弘、、天翔愛、天翔天音 | [ 75 ] |
| 351               | 012月023日        | 大沢あかね、藤本美貴 | [ 76 ] |

| 2024年（令和6年） | 2024年（令和6年） | 2024年（令和6年） | 2024年（令和6年）                              |
| 回                | 放送日            | ゲスト | 備考                                           |
| ----------------- | ----------------- | --- | ---------------------------------------------- |
| 352               | 01月06日          | 北斗晶 | [ 77 ]                                         |
| 353               | 01月013日         | 藤田ニコル | [ 78 ]                                         |
| 354               | 01月020日         | YOU | [ 79 ]                                         |
| 355               | 01月027日         | 関ジャニ∞、ヒロミ、なるみ、黒田有（メッセンジャー）、アンミカ、ブラックマヨネーズ、ベッキー、カンニング竹山、井口浩之（ウエストランド） | おかべろ2時間生放送SP。14:28 - 16:30まで放送。 |
| 356               | 02月03日          | 南果歩 | [ 81 ]                                         |
| 357               | 02月010日         | 友近 | [ 82 ]                                         |
| 358               | 02月017日         | 滝沢カレン | 2回目の出演。                                  |
| 359               | 02月024日         | 千秋 | 。                                             |
| 360               | 03月02日          | 平野レミ、和田明日香 | 。                                             |
| 361               | 03月09日          | 横澤夏子 | 。                                             |
| 362               | 03月016日         | 勝地涼 | 。                                             |
| 363               | 03月023日         | 末成映薫、シルク、❤️さゆり（かつみ❤️さゆり）                                                                                            | 。                                             |
| 364               | 03月030日         | 末成映薫、シルク、❤️さゆり（かつみ❤️さゆり）                                                                                            | 。                                             |
| 365               | 04月06日          | クワバタオハラ | 。                                             |
| 366               | 04月013日         | 藤本美貴、中村仁美 | 。                                             |
| 367               | 04月020日         | 風間俊介 | 。                                             |
| 368               | 04月027日         | Matt | 。                                             |
| 369               | 05月04日          | 志田未来 | 。                                             |
| 370               | 05月011日         | 黒谷友香 | 。                                             |
| 371               | 05月018日         | 銀シャリ | 。                                             |
| 372               | 05月025日         | 山崎育三郎 | 。                                             |
| 373               | 06月01日          | 松下由樹 | 。                                             |
| 374               | 06月08日          | 松本明子 | 。                                             |
| 375               | 06月015日         | 高橋英樹、高橋真麻 | 。                                             |
| 376               | 06月022日         | 高橋英樹、高橋真麻 | 。                                             |
| 377               | 07月06日          | ほんこん | 。                                             |
| 378               | 07月013日         | 本田真凜 | 。                                             |
| 379               | 07月020日         | かたせ梨乃 | 。                                             |
| 380               | 07月027日         | ゆうちゃみ、ゆいちゃみ | 。                                             |
| 381               | 08月03日          | ガクテンソク、ザ・パンチ | 。                                             |
| 382               | 08月010日         | 石原良純 | 。                                             |
| 383               | 08月017日         | 川﨑麻世 | 。                                             |
| 384               | 08月024日         | 研ナオコ | 。                                             |
| 385               | 09月07日          | 井上咲楽 | 。                                             |
| 386               | 09月014日         | 中村江里子 | 。                                             |
| 387               | 09月021日         | ロッチ | 。                                             |
| 388               | 09月028日         | 藤田朋子 | 。                                             |
| 389               | 010月05日         | 河井ゆずる（アインシュタイン）、すがちゃん最高No.1（ぱーてぃーちゃん）                                                                  | 。                                             |
| 390               | 010月012日        | Mr.マリック | 。                                             |
| 391               | 010月019日        | ファーストサマーウイカ | 。                                             |
| 392               | 010月026日        | 萬田久子 | 。                                             |
| 393               | 011月09日         | 浅野ゆう子 | 。                                             |
| 394               | 011月016日        | 浅野ゆう子 | 。                                             |
| 395               | 011月030日        | 村重杏奈 | 。                                             |
| 396               | 012月07日         | 美川憲一 | 。                                             |
| 397               | 012月014日        | アンミカ | 。                                             |
| 398               | 012月021日        | 兵動大樹（矢野・兵動） | 。                                             |
| 399               | 012月028日        | 小籔千豊 | 。                                             |

| 2025年（令和7年） | 2025年（令和7年） | 2025年（令和7年）                                                                  | 2025年（令和7年）                                                                                      |
| 回                | 放送日            | ゲスト                                                                             | 備考                                                                                                   |
| ----------------- | ----------------- | ---------------------------------------------------------------------------------- | --- |
| 400               | 01月011日         | IKKO                                                                               | 。 |
| 401               | 01月018日         | 野口健、野口絵子                                                                   | 。 |
| 402               | 01月025日         | 井口浩之（ウエストランド）、お見送り芸人しんいち、みなみかわ                       | 。 |
| 403               | 02月01日          | 井口浩之（ウエストランド）、お見送り芸人しんいち、みなみかわ                       | 。 |
| 404               | 02月08日          | 真空ジェシカ、エバース、ママタルト                                                 | 。 |
| 405               | 02月015日         | くわばたりえ（クワバタオハラ）、丸山桂里奈、ゆうちゃみ、おいでやす小田（進行）     | 冬の敦賀・若狭で食い倒れツアー!前編。                                                                  |
| 406               | 02月022日         | くわばたりえ（クワバタオハラ）、丸山桂里奈、ゆうちゃみ、おいでやす小田（進行）     | 冬の敦賀・若狭で食い倒れツアー!後編。                                                                  |
| 407               | 03月01日          | 新山千春、新山もあ                                                                 | 。 |
| 408               | 03月08日          | ぼる塾                                                                             | 。 |
| 409               | 03月015日         | ヒコロヒー                                                                         | 2回目の出演。                                                                                          |
| 410               | 03月022日         | マユリカ、紅しょうが                                                               | 。 |
| 411               | 03月029日         | マユリカ、紅しょうが                                                               | 。 |
| 412               | 04月05日          | 吉住、チャンス大城、マツモトクラブ、ハリウッドザコシショウ                         | 。 |
| 413               | 04月012日         | かつみ♥️さゆり                                                                     | 。 |
| 414               | 04月019日         | 伊原六花                                                                           | 。 |
| 415               | 04月026日         | モモコ（ハイヒール）                                                               | 。 |
| 416               | 05月03日          | モモコ（ハイヒール）、羽野晶紀、和泉元彌                                           | 。 |
| 417               | 05月010日         | 羽野晶紀、和泉元彌                                                                 | 。 |
| 418               | 05月017日         | 劇団ひとり                                                                         | 。 |
| 419               | 05月024日         | くわばたりえ（クワバタオハラ）、八木真澄（サバンナ）、おいでやす小田、須田亜香里   | 。 |
| 420               | 05月031日         | くわばたりえ（クワバタオハラ）、八木真澄（サバンナ）、おいでやす小田、須田亜香里   | 。 |
| 421               | 06月07日          | コブクロ                                                                           | オープンニングアクトとして岡村と石田でOKA STYLEとして被露。大阪・関西万博2025 EXPOホールでの公開収録。 |
| 422               | 06月014日         | 藤原丈一郎・大西流星（なにわ男子）、末澤誠也・小島健（Aぇ! group）                 | 大阪・関西万博2025 EXPOホールでの公開収録。                                                            |
| 423               | 06月021日         | モモコ（ハイヒール）、なるみ、銀シャリ、稲田直樹（アインシュタイン）、バッテリィズ | 大阪・関西万博2025 EXPOホールでの公開収録。                                                            |
| 424               | 06月028日         | モモコ（ハイヒール）、なるみ、銀シャリ、稲田直樹（アインシュタイン）、バッテリィズ | 大阪関西万博2025 EXPOホールでの公開収録。                                                              |
| 425               | 07月05日          | 小林幸子                                                                           | 。 |
| 426               | 07月012日         | 南野陽子                                                                           | 。 |
| 427               | 07月019日         | ザ・ぼんち                                                                         | 。 |
| 428               | 07月026日         | 田原俊彦                                                                           | [ 153 ]                                                                                                |
| 429               | 08月09日          | 石川さゆり                                                                         | [ 154 ]                                                                                                |

## ネット局
出典：
| 放送対象地域   | 放送局                    | 系列                                         | 放送日時                                                          | ネット状況 | 備考                          |
| -------------- | ------------------------- | -------------------------------------------- | ----------------------------------------------------------------- | ---------- | ----------------------------- |
| 近畿広域圏     | 関西テレビ（KTV）         | フジテレビ系列                               | 土曜 14:27 - 14:57                                                | 制作局     | [ 注 9 ]                      |
| 北海道         | 北海道文化放送（UHB）     | フジテレビ系列                               | 土曜 12:59 - 13:27                                                | 遅れネット | [ 注 10 ] [ 注 11 ]           |
| 岩手県         | 岩手めんこいテレビ（mit） | フジテレビ系列                               | 土曜 16:55 - 17:25                                                | 遅れネット | [ 注 12 ] [ 注 13 ]           |
| 宮城県         | 仙台放送（OX）            | フジテレビ系列                               | 金曜 0:55 - 1:25（木曜深夜）                                      | 遅れネット | [ 注 14 ] [ 注 15 ]           |
| 秋田県         | 秋田テレビ（AKT）         | フジテレビ系列                               | 土曜 10:30 - 11:00                                                | 遅れネット | [ 注 16 ] [ 注 17 ]           |
| 山形県         | さくらんぼテレビ（SAY）   | フジテレビ系列                               | 土曜 11:00 - 11:30                                                | 遅れネット | [ 注 18 ] [ 注 19 ]           |
| 福島県         | 福島テレビ（FTV）         | フジテレビ系列                               | 水曜 15:15 - 15:45                                                | 遅れネット | [ 注 12 ] [ 注 20 ]           |
| 関東広域圏     | フジテレビ（CX）          | フジテレビ系列                               | 月曜 1:25 - 1:55（日曜深夜）                                      | 遅れネット | [ 注 21 ] [ 注 22 ] [ 注 23 ] |
| 新潟県         | NST新潟総合テレビ（NST）  | フジテレビ系列                               | 日曜 9:30 - 10:00                                                 | 遅れネット | [ 注 24 ] [ 注 25 ] [ 注 26 ] |
| 長野県         | 長野放送（NBS）           | フジテレビ系列                               | 火曜 0:25 - 0:55（月曜深夜）                                      | 遅れネット | [ 注 27 ] [ 注 28 ]           |
| 静岡県         | テレビ静岡（SUT）         | フジテレビ系列                               | 火曜 1:30 - 2:00（月曜深夜）                                      | 遅れネット | [ 注 29 ]                     |
| 富山県         | 富山テレビ（BBT）         | フジテレビ系列                               | 土曜 1:30 - 2:00（金曜深夜）                                      | 遅れネット | [ 注 30 ] [ 注 31 ]           |
| 石川県         | 石川テレビ（ITC）         | フジテレビ系列                               | 火曜 0:25 - 0:55（月曜深夜）                                      | 遅れネット | [ 注 27 ] [ 注 32 ]           |
| 福井県         | 福井テレビ（FTB）         | フジテレビ系列                               | 月曜 14:50 - 15:20                                                | 遅れネット | [ 注 33 ] [ 注 34 ]           |
| 中京広域圏     | 東海テレビ（THK）         | フジテレビ系列                               | 木曜 0:25 - 0:55（水曜深夜）                                      | 遅れネット | [ 注 18 ] [ 注 35 ]           |
| 島根県・鳥取県 | さんいん中央テレビ（TSK） | フジテレビ系列                               | 土曜 16:30 - 17:00                                                | 遅れネット | [ 注 16 ] [ 注 36 ]           |
| 岡山県・香川県 | 岡山放送（OHK）           | フジテレビ系列                               | 土曜 18:30 - 19:00                                                | 遅れネット | [ 注 16 ]                     |
| 広島県         | テレビ新広島（TSS）       | フジテレビ系列                               | 月曜 15:15 - 15:45                                                | 遅れネット | [ 注 27 ] [ 注 37 ]           |
| 高知県         | 高知さんさんテレビ（KSS） | フジテレビ系列                               | 土曜 18:30 - 19:00                                                | 遅れネット | [ 注 27 ]                     |
| 福岡県         | テレビ西日本（TNC）       | フジテレビ系列                               | 月曜 24:15- 24:45                                                 | 遅れネット | [ 注 18 ] [ 注 38 ] [ 注 39 ] |
| 佐賀県         | サガテレビ（STS）         | フジテレビ系列                               | 日曜 1:15 - 1:45（土曜深夜）                                      | 遅れネット | [ 注 40 ]                     |
| 長崎県         | テレビ長崎（KTN）         | フジテレビ系列                               | 土曜 18:30 - 19:00                                                | 遅れネット | [ 注 27 ]                     |
| 熊本県         | テレビくまもと（TKU）     | フジテレビ系列                               | 隔週土曜 0:55 - 1:25（金曜深夜） 隔週月曜 1:25 - 1:55（日曜深夜） | 遅れネット | [ 注 42 ] [ 注 43 ]           |
| 鹿児島県       | 鹿児島テレビ（KTS）       | フジテレビ系列                               | 土曜 18:00 - 18:30                                                | 遅れネット | [ 注 44 ] [ 注 45 ]           |
| 沖縄県         | 沖縄テレビ（OTV）         | フジテレビ系列                               | 木曜 16:20 - 16:50                                                | 遅れネット | [ 注 46 ] [ 注 47 ]           |
| 大分県         | テレビ大分（TOS）         | 日本テレビ系列 フジテレビ系列                | 土曜 16:00 - 16:30                                                | 遅れネット | [ 注 18 ]                     |
| 宮崎県         | テレビ宮崎（UMK）         | フジテレビ系列 日本テレビ系列 テレビ朝日系列 | 金曜 10:50 - 11:20                                                | 遅れネット | [ 注 48 ] [ 注 49 ]           |
| 青森県         | 青森放送（RAB）           | 日本テレビ系列                               | 不定期放送                                                        | 遅れネット | [ 注 50 ]                     |

過去のネット局
- 山梨放送（YBS・日本テレビ系列）
- テレビ山口（tys・TBS系列）
- テレビ愛媛（EBC）

※次回予告が無いため、遅れネット局では制作局の順序通りに放送しない局もある（飛ばした回が未放送扱いになる事もある）。

## スタッフ
- 構成：長谷川朝二、やまだともカズ、辻健一、佐々木貴博
- TM：大嶋徹（以前はTM／SW）
- TD/SW：西口雄太
- CAM：木戸亜由美
- MIX：藤橋浩司郎
- VE：浅野喬
- LD：北澤正樹
- 編集：川合尉嗣・兼子麻里奈・岩本展孝・根上結衣（ウエストワン）
- 効果：森原健晃（Tonic Function）
- MA：佐藤孝彦（ウエストワン）
- 美術プロデューサー：内藤佳奈子（フジアール、以前は美術制作）
- 美術進行：横山勇（フジアール）
- デザイン：山本直人
- 大道具制作：中山寛之
- 大道具操作：竹田勝美
- アクリル装飾：村田誠司
- 装飾：菊地誠
- 電飾：渕井猛司
- 植木装飾：後藤健
- メイク：山田かつら、白水徹哉
- スタイリスト：中山美和
- CGデザイン：大和安芸子、堀口貴司(史)（以前は共にタイトルCG）
- タイトル：佐藤貴裕
- 編成：宮下育雄（関西テレビ）
- 宣伝：岡安稚子（関西テレビ）
- 協力：共テレ[注 56]、fmt、ウエストワン、フジアール
- AP：谷藤初美（吉本興業）、梅野麻未、泉亜希子（BACK-UP）、クリバリーレネ（BACK-UP）
- AD：高瀬拓磨、山本萌乃佳（共にBACK-UP）、北原柚衣
- ディレクター：加藤伸一、濱﨑秀徳（共にBACK-UP）、高橋誠哉
- 演出：玉城良浩（BACK-UP、以前はディレクター）
- プロデューサー：村山尚純（関西テレビ、2021年9月-、以前はディレクター→演出・プロデューサー→プロデューサー→チーフプロデューサー）、長野聡（関西テレビ、2025年2月-）、林真凜（吉本興業）、今瀧陽介（BACK-UP）
- 制作協力：吉本興業、バックアップメディア
- 制作：関西テレビクリエイティブ本部制作局 制作部
- 制作著作：関西テレビ

### 過去のスタッフ
- ブレーン：原佑貴子、いいのりさ
- TD／SW：小林知司、八木和幸
- CAM：夏目邦(利)夫、濱田恭彦、河野広樹
- VE：小野寺毅、松吉英明
- LD：岩村信夫
- 編集：小寺崇弘（ウエストワン）
- 効果：寺脇千景(影)、四方翔梧（テレコープ）、田淵健太（テレコープ）
- MA：長谷川周作・野村理恵・赤澤和伸（共に関西テレビ）
- 美術プロデューサー：谷口俊哉・竹本潔観（共に関西テレビ）
- 美術制作：岡﨑忠司（関西テレビ）
- 美術進行：永田道徳
- アクリル装飾：石橋誉礼
- タイトル：宇野公佑、山田真友美
- 編成：東野和全・中村道郎・前洋平・廣瀬重之・池田篤史（共に関西テレビ）
- 宣伝：安田宜義・前田彩佳・根本杏香・伊藤万里子・松川さやか・森育美（共に関西テレビ）
- 車両：フォレスト
- AD：瀬川翔（関西テレビ）、古溝紗也、有瀬典崇、紀伊美和子、小林健太、加藤春佳（加藤→関西テレビ）、牧野樹生（関西テレビ）、中村真優
- ディレクター：横田幸介・猪原樂・脇山健人・高橋諒太・塩見真生・栁百恵（関西テレビ、脇山→以前はAD）、佐藤裕司（NET WEB→よしもとBE）、石原良憲・安生千之（BACK-UP）
- 監修：堤本幸男（BACK-UP）
- アソシエイトプロデューサー：泉雄介（関西テレビ、以前はディレクター）
- プロデューサー：木村弥寿彦（関西テレビ）、大谷重雄（よしもとクリエイティブ・エージェンシー）、増田潤則（吉本興業、以前はAP）、吉岡治郎（関西テレビ）、野田雄司（吉本興業）
- 制作協力：NET WEB、よしもとブロードエンタテインメント（よしもと→以前は協力）